# Hudson Kearley
Hudson Ewbanke Kearley, 1er vicomte Devonport, (1er septembre 1856 – 5 septembre 1934), connu en tant que Lord Devonport entre 1910 et 1917, est un épicier et un homme politique britannique du Parti libéral du Royaume-Uni. Il est le fondateur en 1876 d'une compagnie d'importation de thé, une affaire qui évolue en devenant en 1895 la chaîne d'épiceries International Tea Co. Stores (en). Il devient, de 1909 à 1925, le premier président de l'Autorité du port de Londres (en anglais : Port of London Authority (en)), fondée en 1908. Durant la Première Guerre mondiale, il est le premier à occuper la fonction de ministre du contrôle de l'Alimentation (en), de 10 décembre 1916 au 19 juin 1917. Il est aussi durant sa carrière membre du Conseil privé et Deputy Lieutenant. 